# 王静如
王静如（1903年10月6日—1990年10月2日），原名振宇、号净之，笔名斐烈，生於清帝國直隸省（今中國河北省深澤縣），语言学家、历史学家、民族学家，主要从事西夏史、西夏文的研究。

## 生平
王静如是王葆真之子。他于1927年考入清华大学研究院，师从语言学家赵元任。1929年毕业后，在中央研究院历史语言研究所任助理研究员。1933年赴欧洲留学，在法国、英国、德国等地从事语言学与历史学研究。1936年回国后出任北平研究院史学研究所研究员、中法大学教授，并兼任过辅仁大学、燕京大学、中国大学等校教授。
中华人民共和国成立后，王静如出任中国科学院考古研究所研究员。1953年任中央民族学院研究部教授、室主任。1958年起又任中国科学院民族研究所研究员、学术委员、室主任。他在文化大革命期间受到迫害。文革结束后，又任中国社会科学院民族研究所研究员、学术委员，并兼任国家文物局历史文物咨议委员会委员、中国民族研究会常务理事、中国语言学会理事等职。此外，王静如还是中国国民党革命委员会中央委员，第六届全国政协委员。1990年逝世，终年86岁。

## 研究
王静如以其在西夏学领域的研究而知名，1932年至1933年编著的《西夏研究》三辑是其代表作品。语言学家赵元任、历史学家陈寅恪为此书作序，称赞王静如是“使西夏研究直上科学道路的首创者”。他也因此获得1936年儒莲奖。
除西夏学研究之外，他还从事汉语音韵学，中国历代少数民族（契丹、女真、突厥、吐蕃、回鹘、达斡尔、苗、土家等）语言、文字、历史等领域的研究。